# Erebia semicaeca
Erebia semicaeca är en fjärilsart som beskrevs av Kardakoff 1928. Erebia semicaeca ingår i släktet Erebia och familjen praktfjärilar. Inga underarter finns listade i Catalogue of Life.